# 테오도시우스 도브잔스키

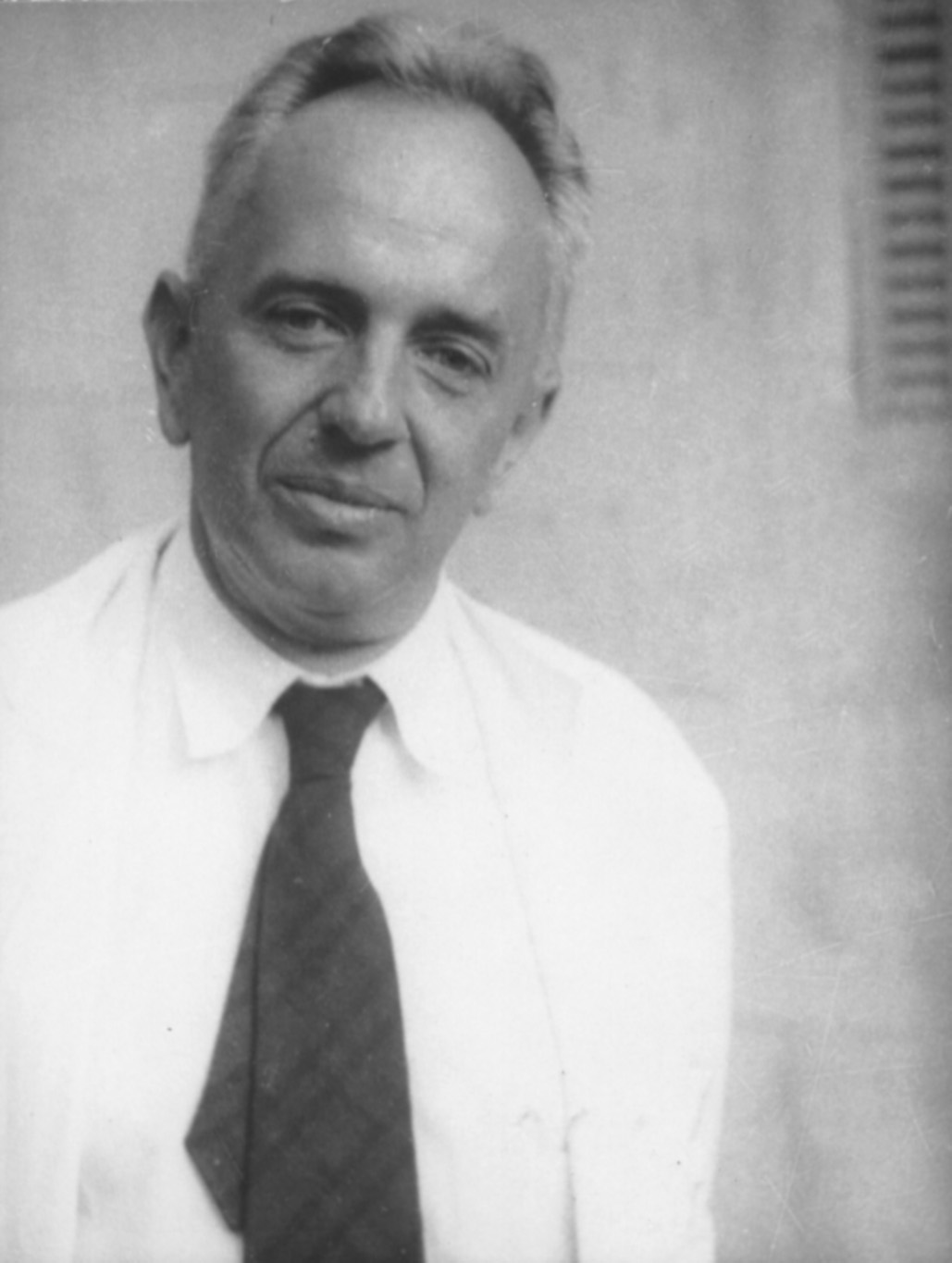
1943년의 도브잔스키

테오도시우스 그리고로비치 도브잔스키(영어: Theodosius Grygorovych Dobzhansky, 우크라이나어: Теодосій Григорович Добжанський 테오도시 흐리호로비치 도브잔스키[*], 러시아어: Феодосий Григорьевич Добржанский 페오도시 그리고리예비치 도브르잔스키[*], 1900년 1월 24일 ~ 1975년 12월 18일)는 우크라이나 태생의 미국 유전학자·진화생물학자이다.

## 업적
개체군에서의 유전적 다양성이 크다는 사실을 보여 주었다. 그의 연구는 또한 다윈의 진화이론과 멘델의 유전법칙을 연결하는 실험적 증거를 제시했다. 초파리의 자연 집단의 유전적 다양성을 연구하여 생물학적으로 성공적인 종은 그렇지 못한 종보다 집단 내에서 유전적 다양성이 크다는 결론을 얻었다. 반면 유전적 변이가 드물게 일어나는 집단은 환경 변화에 상대적으로 빠르게 적응하지 못하므로 사라질 위험까지 있다. 그는 초파리 집단에 자연선택이 어떻게 작용하는지 관찰하면서 초파리의 유전적 변이가 계절에 따라 주기적으로 변한다는 사실을 알아냈다.

## 기타
홍수지질학회의 프랑크 루이스 마쉬(Frank Lewis Marsh, 1899-1992)와 진화에 대해 다수의 서신을 교환하며 자주 토론했다.